# اصلاحات اداری دهه ۱۹۲۰ بحرین
اصلاحات اداری دهه ۱۹۲۰ بحرین (انگلیسی: Bahrain administrative reforms of the 1920s) مجموعه ای از اصلاحات به رهبری بریتانیا بود که پایه‌های بحرین مدرن را پی ریزی کرد. این تغییرات بین سالهای ۱۹۱۹ و ۱۹۲۷ اتفاق افتادند، اما پیشینه آنها تا اوایل قرن ۱۹ ادامه داشت. بریتانیا در سال‌های ۱۸۲۰، ۱۸۶۱، ۱۸۸۰ و ۱۸۹۲ معاهداتی با بحرین امضا کرد. پیش از این در سال ۱۸۶۹، بریتانیا شیخ عیسی بن علی آل خلیفه جوان را به عنوان حاکم منصوب کرده بود. شیخ عیسی یک حاکم مستبد و فئودال بود که با خانواده و متحدان قبیله ای سنی هم رای بود. از آغاز قرن بیستم، نفوذ بریتانیا در بحرین رو به افزایش بوده‌است. در سال ۱۹۱۳ فرمانی در شورا صادر شد که عملاً بحرین را به یک مستعمره تبدیل کرد. این فرمان تا پایان جنگ جهانی اول اجرا نشد.